# Empis pandicauda
Empis pandicauda är en tvåvingeart som beskrevs av Collin 1960. Empis pandicauda ingår i släktet Empis och familjen dansflugor. Inga underarter finns listade i Catalogue of Life.